# Basil Wolverton
Basil Wolverton (1909–1978), var en amerikansk serieskapare och illustratör. Han blev känd för sin respektlösa och nydanande crazystil, men även för sina verk inom skräck- och science fiction-genrerna.

## Biografi

### Tidig karriär
Wolverton hade ingen formell konstutbildning i bagaget då han sålde sin första skämtteckning till tidningen America’s Humor Magazine 1926. Under de närmaste åren publicerades hans teckningar ofta i dagspressen. Däremot lyckades han inte sälja sina serier, trots att det var ett medium han ville jobba inom. Inte förrän han vände sig direkt till serietidningsbranschen gick det bättre. 1938, genombrottsåret för de amerikanska serietidningarnas ”Golden Age”, slog han igenom med science ficion-serien “Spacehawk” i tidningen Circus Comics. Under de närmaste åren skulle han jobba mycket med science fiction och andra genrer på förlag som Timely, Centaur Publications, Novelty Press och  Fawcett.

### Genombrott
På 1940-talet skapade Wolverton sin mest kända serie, ”Karl-Alfred”-derivatet ”Powerhouse Pepper”. Med sin udda grafiska stil och inte minst den innovativa språkbehandlingen räknas den av många som en milstolpe bland humorserierna. På flera sätt var Wolverton en föregångare till tidiga Mad Magazine och den stil som Harvey Kurtzman senare skulle utveckla. Att Wolverton själv blev en del av Mad-teamet tio år senare är ingen tillfällighet.
Sin största berömmelse fick han emellertid för sin skämtteckning ”Lena the Hyena”. Lena var i själva verket uppfunnen av Al Capp och hade länge varit en osedd gestalt i dennes serie ”Knallhatten”, beskriven som ”för ful för att kunna visas”. 1946 ändrade Capp sig och utlyste en teckningstävling för att avgöra hur Lena bäst skulle gestaltas. Wolvertons bidrag vann överlägset och publicerades till och med i Life Magazine. 
Succén med Lena gav Wolverton en öppning in i den etablerade seriebranschen. Hans groteska stil visade sig passa utmärkt även för den under 50-talet alltmer populära skräckgenren, och han producerade åtskilliga bidrag till crazytidningen Mad Magazine. Under den här tiden utvecklade han sin s.k. “Spaghetti and Meatball Style”, en grovhuggen, ”köttig” och lite träsnittsliknande stil som han hade testat i ”Lena”-teckningen och nästan uteslutande använde sig av hädanefter. "Spaghetti and Meatballs" bildade skola för åtskilliga andra tecknare.

### Den seriefria tiden
Wolverton drog sig tillbaka från serietecknandet i mitten av 50-talet för att på heltid ägna sig åt att illustrera böckerna skrivna av sin läromästare, den kontroversielle pastorn Herbert W Armstrong. Wolverton hade redan 1941 blivit indöpt i Armstrongs “Radio Church of God” och var själv aktiv inom rörelsen. Wolvertons groteska stil passade mycket väl till att illustrera skräcktyngda berättelser ur exempelvis Uppenbarelseboken. Hans teckningar började samtidigt att publiceras i Armstrongs Plain Truth Magazine.

### Slutet av karriären
I början av 1970-talet återvände Wolverton till seriernas värld och producerade åtskilliga minnesvärda omslag till DC Comics skämttidning Plop!, men var tvungen att avsluta sin karriär på grund av en stroke 1974. Han dog på nyårsafton 1978.